# Ящурка монгольська
Я́щурка монго́льська (Eremias argus) — вид ящірок родини ящіркових (Lacertidae). Поширений переважно в Південно-Східній Азії. Мешканець аридних передгірських та гірських ландшафтів. Описано 2 підвиди.

## Опис
Довжина тулуба сягає 6,6 см, хвіст у 1,5 рази довше. Надочноямкові щитки не відокремлені від лобового і лоботім'яного. Підочний щиток не торкається краю рота. Лобоносових щитків не менше двох. Навколо середини тулуба 41–71 лусочка. Луска зверху хвоста з нечіткими реберцями, навколо 9–10 її ряду є 20–31 лусочка. Стегнових пір 7–14.
Колір шкіри на спині сірувато-оливковий або сірий з буруватим відтінком. На спині розташовується до 10 поздовжніх рядків білих у чорній оторочці округлих плям або ж рядків подовжених світлих цяток й рисок, поділених темними плямами. Верхня сторона лап у плямах. Нижня сторона біла або жовтувата.

## Поширення
Ареал охоплює південну частину Бурятії і південний захід Читинської області Росії, Монголію, Китай та західну частину Корейського півострова.

## Спосіб життя
Полюбляє порослі розріджені чагарником кам'янисті схили пагорбів, хвойні ліси, ділянки злакового степу. Як хованку використовує нори гризунів, зокрема пискух і ховрахів, простори під каменями і тріщини у ґрунті. Самі нір не риють. 
Живиться комахами, павуками.
Це яйцекладна ящірка. Парування відбувається з кінця квітня до середини червня. У кладці 2–6 яйця. Молоді ящурки довжиною 1,7–1,9 см починають з'являтися наприкінці липня — на початку серпня.

## Систематика
Станом на 2024 рік описано 2 підвиди:
- Eremias argus argus;
- Eremias argus barbouri.